# Гравитационна леща
Гравитационна леща се нарича масивен астрообект като звезда, черна дупка, квазар  или галактика, предизвикващ изкривяване в траекторията на преминаваща в близост светлина. Теоретичното предсказание и обяснение за подобни явления е направено в класическата Нютонова физика, като развитието на тази идея е осъществено в общата теория на относителността. Емпирично потвърждение е установено през 1979 г., когато бива установена идентичност на двойка видимо близки квазари.
Светлинните лъчи, които се отклоняват от лещата в различни посоки, следват неидентични траектории, които обикновено са с различна дължина. Така времето, за което светлината достига до нас, се различава, според картината, която ние наблюдаваме. По тази причина, ако квазарът внезапно промени излъчването на светлина, различните негови образи не отразяват промените едновременно, а в различни времеви моменти.
Измерването на този вид времево несъответствие може да ни разкрие константата на Хъбъл. Действително, анализирането на този феномен показва, че времевото отклонение между промяната на светлинността на различните образи е обратно пропорционално на H0 и зависи твърде незначително от останалите параметри. Ако бе възможно да се определи това времево отклонение, бихме могли да определим и H0 и без други параметри да определим тази константа.
C. Vanderriest е определил максимална граница от H < 175 km/s/Mpc. Бъдещето със сигурност ще позволи да се намали тази неопределеност.
1. ↑  Walsh, D.; Carswell, R. F.; Weymann, R. J. (31 May 1979). "0957 + 561 A, B: twin quasistellar objects or gravitational lens?", Nature, 279 (5712): 381–4. (doi:10.1038/279381a0).
2. ↑   David Harvey, ‘A 4 per cent measurement of H0 using the cumulative distribution of strong lensing time delays in doubly imaged quasars’, MNRAS 498, 2871–2886 (2020) doi:10.1093/mnras/staa2522

- Отклонението на звездната светлина измерва разширяването на Вселената